# Римкявичюс, Артурас
Артурас Римкявичюс (лит. Artūras Rimkevičius; 14 апреля 1983 Каунас, Литовская ССР — 23 сентября 2019, Каунасский уезд, Литва) — литовский футболист, нападающий. Выступал за сборную Литвы.

## Биография

### Клубная карьера
Начинал играть на взрослом уровне в 1999 году в фарм-клубе каунасского «Жальгириса». В 2000 году подписал контракт с клубом «Каунас», в составе которого сыграл два матча в высшей лиге и стал чемпионом Литвы 2000 года. В дальнейшем Римкявичюс сменил большое команд, но ни в одной из них не продержался больше двух лет. При этом он дважды возвращался в «Каунас» и в его составе становился чемпионом Литвы также в 2004 и 2007 годах. В 2006 и 2008 годах выступал в Латвии за «Металлург» (Лиепая), с которым выиграл Кубок Латвии 2006 года. В 2009 году он вновь отправился за границу, где сначала выступал в первой лиге Финляндии за клуб «Атлантис», а затем подписал контракт с клубом чемпионата Греции «Астерас». В греческой Суперлиге игрок провёл один матч — 19 сентября 2010 года он появился на замену на 83-й минуте в матче с АЕК Афины. В начале 2011 года на правах аренды перешёл в клуб первой лиги Греции «Этникос» (Пирей), а летом того же года вернулся в Литву, где стал игроком клуба «Шяуляй». В сезоне 2012, выступая за «Шяуляй», Римкявичюс забил 35 голов в 29 матчах, став таким образом лучим бомбардиром чемпионата Литвы, и установил рекорд по количеству забитых мячей в одном сезоне. Также он был признан лучшим футболистом литовской лиги сезона 2012, при этом его команда заняла лишь пятое место. Сезон 2013 начал в составе «Экранаса», но по ходу сезона перешёл в брунейский клуб ДПММ, за который сыграл сыграл 7 матчей в чемпионате Сингапура. Вернувшись в Литву в 2014 году выступал за «Стумбрас». Завершил карьеру в 2016 году из-за травмы и позже работал детским тренером.

### Карьера в сборной
Дебютировал за сборную Литвы 18 июня 2010 года в матче Кубка Балтии против сборной Латвии, в котором появился на замену на 72-й минуте вместо Дарвидаса Шярнаса, а уже 20 июня отметился забитым голом в ворота сборной Эстонии. Вновь был вызван в сборную в 2012 году и в течение года провёл за неё 5 матчей. В своей последней игре за сборную, 14 ноября, Римкявичюс вышел на замену на 55-й минуте товарищеской встречи со сборной Армении и отметился дублем, однако его команда всё равно уступила со счётом 2:4.

### Смерть
В понедельник 23 сентября 2019 года Римкявичюс был найден мёртвым. По данным некоторых СМИ, он совершил самоубийство. У него осталась жена и двое дочерей.

## Достижения

### Командные достижения
«Каунас»
- Чемпион Литвы (3): 2000, 2004, 2007
- Обладатель Кубка Литвы (2): 2004, 2005

«Металлург» Лиепая
- Обладатель Кубка Латвии: 2006

### Личные достижения
- Лучший бомбардир чемпионата Литвы: 2012 (35 голов)
- Лучший футболист литовской лиги: 2012